# Brooklet
Brooklet je město v Bulloch County, v Georgii, ve Spojených státech amerických. V roce 2011 žilo ve městě 1406 obyvatel.

## Demografie
Podle sčítání lidí v roce 2000 žilo ve městě 1113 obyvatel, 422 domácností a 302 rodin. V roce 2011 žilo ve městě 671 mužů (47,7%), a 735 žen (52,3%). Průměrný věk obyvatele je 36 let.